# Åke Bouvin
John Åke Bouvin, född 11 juni 1928 i Östersunds församling i Jämtlands län, död 1 mars 2014 i Saltsjöbadens församling i Stockholms län, var en svensk jurist och ämbetsman.

## Biografi
Bouvin avlade juris kandidatexamen vid Uppsala universitet 1953 följt av tingstjänstgöring 1953–1956. Han blev fiskal vid Svea hovrätt 1957, assessor 1961 och hovrättsråd vid Göta hovrätt 1971. Vidare blev han kansliråd vid Civildepartementet 1971, rättschef vid Inrikesdepartementet 1972 och gick över till Arbetsmarknadsdepartementet 1974. Han blev hovrättslagman vid Svea hovrätt 1978, ordförande i Arbetsdomstolen 1978 och regeringsråd 1984. Bouvin var ledamot av lagrådet 1987–1989 och under 1992 ordförande i 1992 års arbetstidsutredning. Han var också ordförande för och sakkunnig i olika utredningar.
Åke Bouvin var son till landstingsdirektören Erik Bouvin och hans första hustru Margit Svensson. Modern avled 1938 då Åke Bouvin och hans tvillingbror var tio år. Han gifte sig 1954 med lektor Gunilla Swan (född 1931). De fick sonen Johan 1957 och dottern TV-journalisten Lotta Bouvin-Sundberg. Åke Bouvin är begravd på Skogsö kyrkogård.